# سيموني دي باسكوالي
سيموني دي باسكوالي (بالإيطالية: Simone Di Pasquale)‏ هو راقص باليه إيطالي، ولد في 27 فبراير 1978 في روما في إيطاليا.